# Barktrådfoting
Barktrådfoting (Nemasoma varicorne) är en mångfotingart som beskrevs av Carl Ludwig Koch 1847. Barktrådfoting placeras som ensam art i släktet Nemasoma, i familjen tråddubbelfotingar. Arten är reproducerande i Sverige och populationen kategoriseras som livskraftig (LC). Inga underarter finns listade.